# HWK 11
De HWK 11 is een Infanteriegevechtsvoertuig dat voortkwam uit een samenwerkingsproject tussen Mexico (SEDENA) en West-Duitsland (Henschel Wehrtechnik). Het voertuig maakte onderdeel uit van de HWK 10 Serie die privaat door Henschel werd ontwikkeld. Van de HWK 11 zijn vanaf 1964 veertig voertuigen gebouwd en deze zijn allen in dienst van het Mexicaanse leger.

## Ontwikkeling
Aan het einde van de jaren 1950 startte Henschel het ontwerpproces voor een reeks aantal voertuigen met de vooraanduiding HWK en een daaropvolgend nummer vanaf tien. Het was echter op aanvraag van het Mexicaanse leger in 1962 dat de HWK 11 werd ontworpen. De keuze van Mexico om samen met Henschel een voertuig te ontwikkelen kwam vooral voort uit de, in het contract opgetekende, technologietransfer die zou plaatsvinden. Mexico had de bedoeling om 350 stuks aan te schaffen en deze dan vooral op eigen grondgebied te assembleren. Door economische en andere externe factoren werd dit aantal teruggebracht naar veertig stuks. Hiervan werden de eerste twaalf stuks in Duitsland geproduceerd en de overige 28 in Mexico door Sedena (Secretaría de la Defensa Nacional - Nationale secretariaat van defensie). In 1966 was het laatste voertuig gereed.
Dit model week door de Mexicaanse invloeden enigszins af van het model dat door Henschel tot het midden van de jaren 1980 op de internationale wapenmarkt werd aangeboden. Het originele model werd 'kaal' aangeboden, maar de Mexicaanse variant onderging in de loop van tijd meerdere moderniseringen. Henschel ontwikkelde echter niet alleen de HWK 11, maar een serie voertuigen, gaande van 10 tot 15. Van de HWK 13 zijn twee prototypes gebouwd, maar de overige ontwerpen kwamen niet verder dan de ontwerpfase.

## Ontwerp
De romp van de HWK 11 is volledig gelast en biedt genoeg bescherming tegen licht vuur en granaatscherven. De bestuurder zit in de linkervoorzijde van de romp en boven hem is een luik en er zijn drie periscopen voor observatie. De commandant zit in het originele ontwerp achter de bestuurder en heeft een rond luik boven hem. Voor hem is een periscoop gemonteerd die 360 graden kan draaien. Het motorcompartiment is rechts van hen gestationeerd en hierin is een automatisch blussysteem geïnstalleerd. In de bemanningsruimte is ook een blussysteem aanwezig, maar deze moet handmatig ingezet worden. 
Ter bewapening kan er eventueel een 7,62 mm machinegeweer worden geïnstalleerd. Dit machinegeweer had een elevatie van negentig en een depressie van vijftien graden. In de achterzijde van het voertuig is het infanteriecompartiment en deze biedt plaats voor tien infanteristen. Deze zitten op twee bankjes die elk plaats bieden voor vijf man en aan beide zijden van het voertuig zijn gemonteerd. In de achterzijde van het gevechtsvoertuig zijn twee luiken geplaatst voor de infanterie. Op het voertuig zitten ook twee luiken en deze kunnen omhoog geklapt worden. De luchtventilatie in het voertuig vindt plaats door middel van een luchtinlaat in de voorzijde van de romp.
De ophanging bestaat uit een torsiestaafvering met vijf wielen met rubberbanden, het aandrijftandwiel aan de voorzijde, het spanwiel aan de achterzijde en drie rupsbandkeerrollen. Het eerste tweede en vijfde wiel waren daarnaast voorzien van een hydraulische schokdemper. Het voertuig is niet amfibisch en beschikt ook niet over NBC (Nucleaire, Biologische, Chemische) bescherming. Het voertuig werd aangedreven door een Chrysler motor met 212 pk.

## Mexicaanse versie
De eerste Mexicaanse versie was standaard bewapend met een MG-3 machinegeweer in een kleine toren. De commandant zat ook in deze toren, en dus niet in de originele positie achter de bestuurder. Het machinegeweer had een elevatie van negentig en een depressie van vijftien graden. Zowel de commandant als de bestuurder hadden beeldversterkers en hierop was voor de commandant ook nog een draadkruis bevestigd voor het richten van het machinegeweer. Aan beide zijden van de romp waren vier rookgranaatlanceerders gemonteerd. De motor was een Duitse dieselmotor met 180 pk. Er werd geen nachtzichtapparatuur in het voertuig gemonteerd.

## Mexicaanse moderniseringen
In 1980 werden alle voertuigen gemoderniseerd door het Israëlische bedrijf NIMDA. De toren werd vervangen voor een Franse Helio FVT900 toren. Ook werd de romp versterkt met appliqué pantser. De motoren werden vervangen door dezelfde motor als in de M-113A2, namelijk de Model 6V-53 Detroit dieselmotor met 210 pk, gekoppeld aan een Allison TX-100 automatische transmissie. Dit gaf een verbeterde snelheid van 60 km/h en een bereik van 400 km. Een andere upgrade was een nieuwe uitlaatpijp op de rechterzijde van de romp.
In 1993 kregen ze een tweede modernisatie, ze kregen Duits vervaardigde M-113A2-type rupsbanden en een andere motor, met waarschijnlijk ongeveer 280 pk. Een nieuwe toren, vergelijkbaar met die van de Duitse Spähpanzer Luchs werd gemonteerd op de plaats van de originele toren. In de toren was een ballistische computer geïnstalleerd.

## Varianten
- HWK 10 (Antitankvoertuig | raket) De romp was eenzelfde ontwerp als de HWK 11, maar op de achterzijde van het voertuig stond een lanceerinstallatie waaruit acht SS-11 antitankraketten afgevuurd konden worden. De installatie kon tijdens manoeuvres ingetrokken worden. Ook konden er nog twee extra raketten meegevoerd worden. Dit model is niet gebouwd.
- HWK 12 (Antitankvoertuig | kanon) Ook deze variant zou het ontwerp van de HWK 11 gebruiken, maar op de achterzijde van het voertuig werd een toren geplaatst met daarin een 90 mm Mecar kanon. Dit kanon had een elevatie van vijftien en een depressie van tien graden. In de achthoekige koepel was plaats voor twee personen, waaronder de commandant.[5] Het luik achter de bestuurder, dat officieel voor de commandant bestemd zou zijn werd verwijderd. Het is waarschijnlijk dat zijn periscoop ook verwijderd zou worden. Qua doel en ontwerp lag dit ontwerp dicht bij de Spähpanzer SP I.C. De HWK 12 is echter niet gebouwd.
- HWK 13 (Verkenningsvoertuig) Bij deze variant werd de romp wel relatief veel gewijzigd. De bestuurder zat op dezelfde plek, maar direct achter hem werd een toren gemonteerd. Hierdoor moesten de motor en transmissie verplaatst worden naar de achterzijde van de tank. Ook de ophanging moest gewijzigd worden en het aandrijf- en spanwiel verwisselden van plaats. De tweemanstoren werd bemand door een commandant en schutter. De commandant zat aan de rechterzijde van de toren en had een koepel, met daarin 360 graden zicht. De schutter zat aan de linkerzijde van de toren, boven hem zat een luik en één periscoop. De bewapening bestond uit een 20 mm kanon met een elevatie van 45 graden en een depressie van 10 graden. Coaxiaal aan het kanon was een 7,62 mm machinegeweer gemonteerd. Van deze variant zijn twee prototypes gebouwd door Henschel.[3]
- HWK 13 met HOT ATGW Bij wijze van experiment werd bij een van de twee HWK 13 prototypes de toren verwijderd en vervangen door een lanceerinstallatie voor twee HOT raketten.
- HWK 14 (Mortierdrager) De romp van deze variant was gelijk aan de HWK 13, maar de toren was verwijderd en in plaats daarvan was een groot luik geplaatst. In de ruimte die was ontstaan zou een 81 mm of 120 mm voorwaartsvurende mortier worden opgesteld. Deze had een elevatie van 45 tot 77 graden en een draailimiet van dertig graden naar beide zijden. Dit ontwerp is niet gebouwd.
- HWK 15 (Ambulance) Dit model was vrijwel identiek aan de HWK 11, maar had standaard geen bewapening en de bemanning bestond uit een bestuurder en hospik. Er was plaats voor vier liggend gewonden of tien zittende gewonden of twee liggende en vijf zittende gewonden.[6]

## Vergelijkbare voertuigen
- BMP - Sovjet-Unie
- M113 - Verenigde Staten
- FV 432 - Verenigd Koninkrijk